# فرودگاه عثمان‌آباد
 فرودگاه عثمان‌آباد (به انگلیسی: Osmanabad Airport) (به زبان بومی: ओस्मानाबाद विमानतळ) یک فرودگاه همگانی است که یک باند فرود آسفالت دارد و طول باند آن ۱۲۰۰ متر است. این فرودگاه در کشور هند قرار دارد و در ارتفاع ۶۸۹ متری از سطح دریا واقع شده است.